# Andreas Bernhard
Andreas Bernhard (* 1985 in Nowosibirsk, Russische SFSR, UdSSR) ist ein ehemaliger deutscher Sambo-Kämpfer und ehemaliger Mixed-Martial-Arts-Kämpfer.
Andreas Bernhard wurde in Sibirien in der Sowjetunion geboren und kam 1996 nach Deutschland. Er begann nach dem Zuzug in Rotenburg mit dem Judo und später mit dem Sambo. Er wurde mehrfacher deutscher Meister bei den deutschen Sambomeisterschaften und gewann 2010 erstmals für Deutschland in Tashkent eine Medaille bei den 2010 World Sambo Championships in der Kategorie Fliegengewicht. Drei Jahre später gewann er bei den European Sambo Championships in Italien die Bronzemedaille. Parallel widmete er sich den Mixed Martial Arts und gewann unter anderem die German MMA Championship. Er ist heute als Medizintechnik-Ingenieur und als MMA-Trainer in Hamburg tätig.